# Cecidomyia sphaeriaetyphinae
Cecidomyia sphaeriaetyphinae är en tvåvingeart som beskrevs av Jean Nicolas Vallot 1850. Cecidomyia sphaeriaetyphinae ingår i släktet Cecidomyia och familjen gallmyggor. Inga underarter finns listade i Catalogue of Life.